# Гаслебен
Гаслебен (нім. Haßleben) — громада в Німеччині, розташована в землі Тюрингія. Входить до складу району Земмерда. Складова частина об'єднання громад Штраусфурт.
Площа — 14,34 км2. Населення становить 983 ос. (станом на 31 грудня 2021).

## Галерея

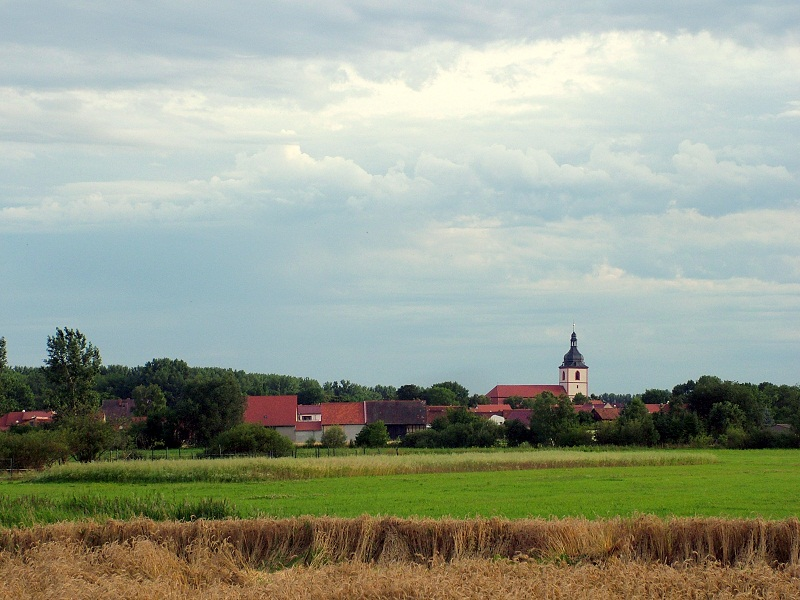
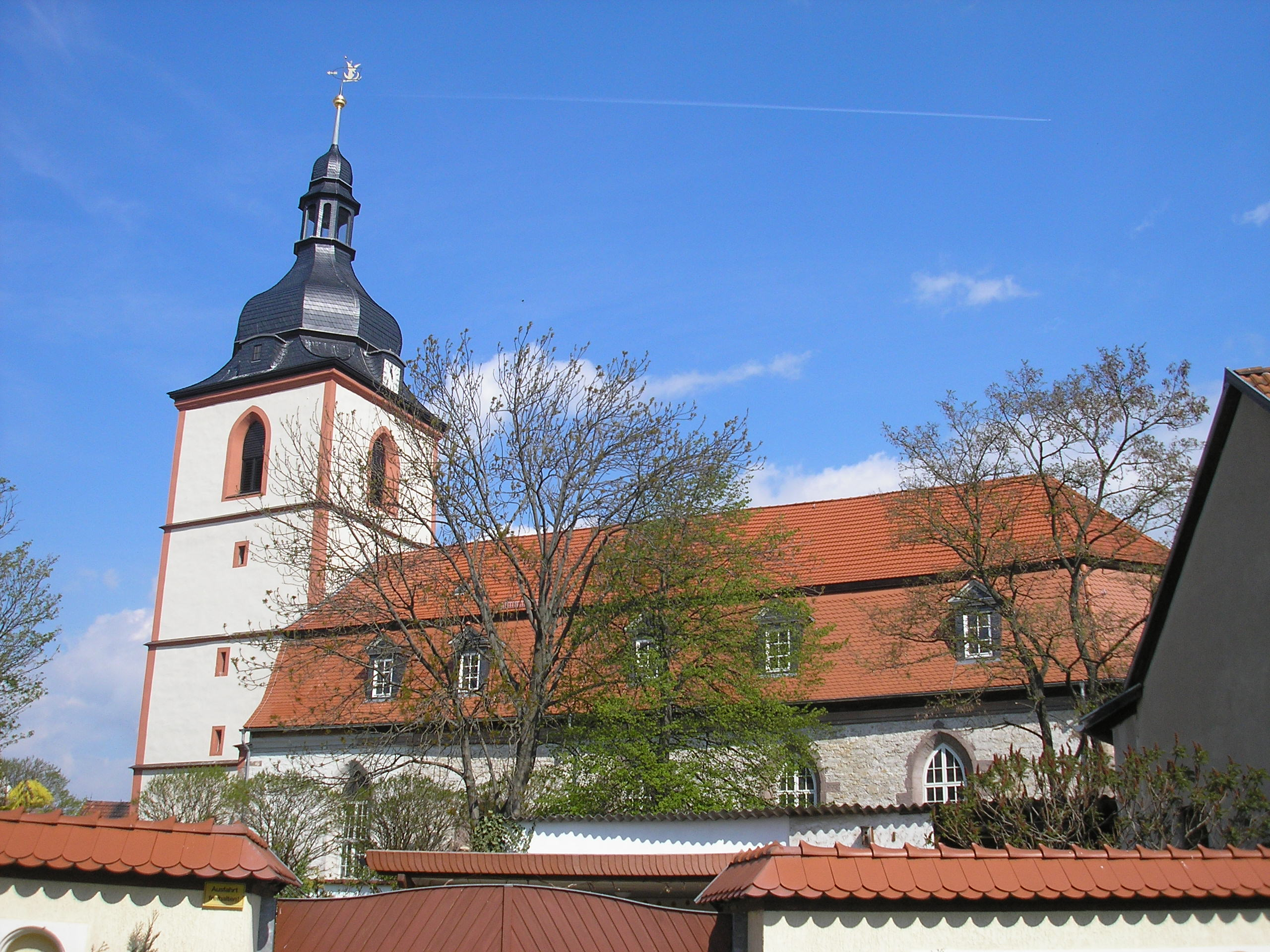
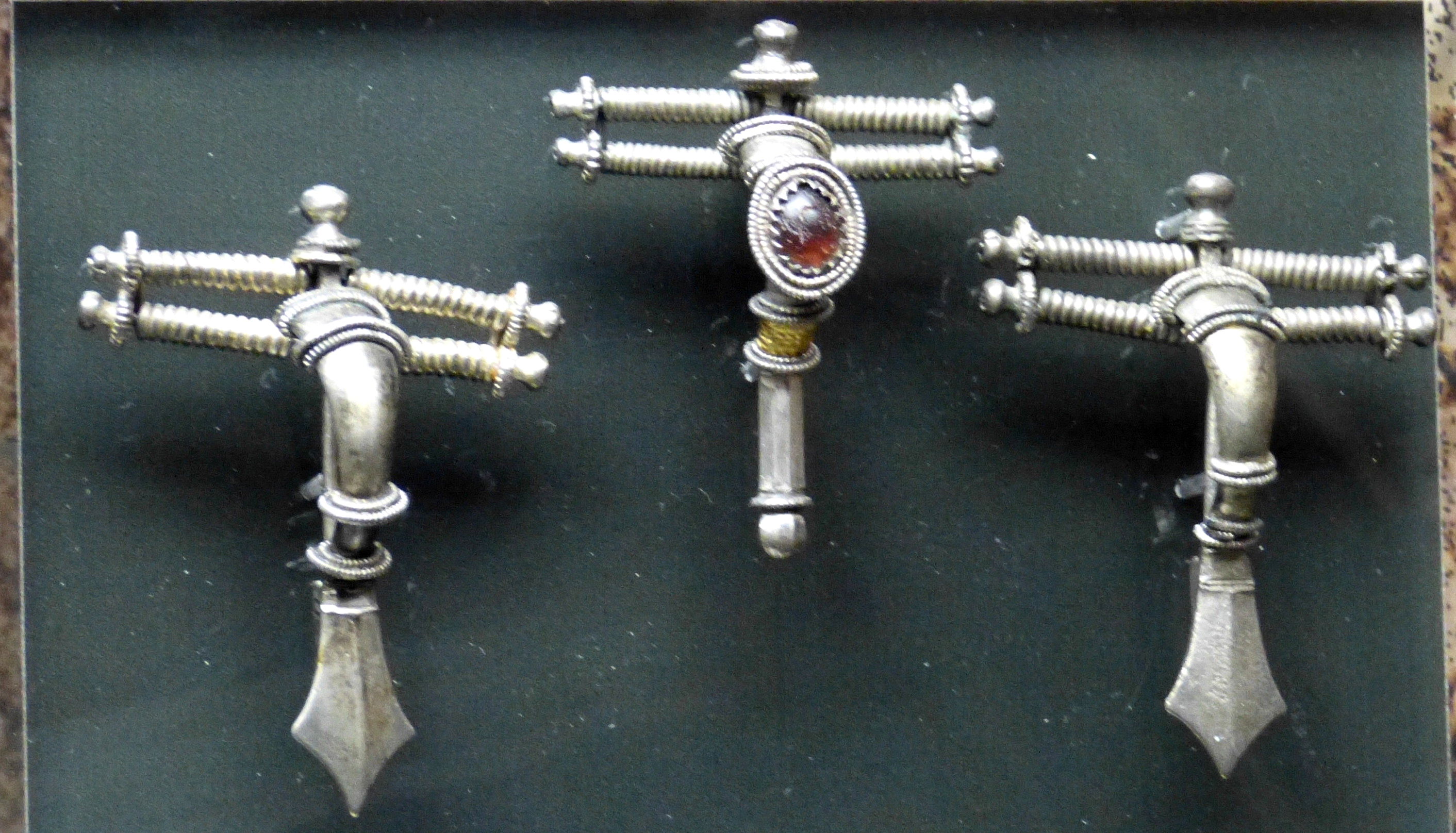